# Arnold Pagenstecher
Arnold Andreas Friedrich Pagenstecher (Dillenburg, 25 dicembre 1837 – Wiesbaden, 11 giugno 1913) è stato un medico ed entomologo tedesco.

## Biografia
Formatosi come medico, studiò medicina presso le università di Würzburg, Berlino e Utrecht. In seguito lavorò come assistente per suo cugino, Alexander Pagenstecher (1828-1879), presso la clinica di oftalmologia di quest'ultimo a Wiesbaden. Nel 1863 si stabilì come medico di base a Wiesbaden, specializzandosi in medicina otologica. Nel 1876 divenne un Sanitätsrat (ufficiale medico), seguito da un incarico come Geheimen Sanitätsrat (consigliere medico privato) nel 1896.
Noto per i suoi studi approfonditi sulle specie di lepidotteri originari del sud-est asiatico marittimo. Nel trattato, Die geographische Verbreitung der Schmetterlinge, indicò la distribuzione geografica dei lepidotteri. Fu autore di opere celebri sulla famiglia Callidulidae e sulla sottofamiglia Libytheinae (Nymphalidae).
Diresse il Wiesbaden Natural History Museum dal 1882 fino alla sua morte nel 1913.